# Emma Morgen Hansen
Emma Morgen Hansen, nu gift til Emma Morgen Jørgensen,  er en dansk vandpolospiller. 
Morgen Hansen har spillet vandpolo siden hun 8 år gammel startede i Slagelse Svømme Klub.
Hun rejste 2011 som 18-årig til Frankrig og var en af nøgle spillerne på holdet Lille Université Club fra byen Lille. Denne sæson blev Emma og hendes klub nummer 3 i Frankrig. Efter et år i Lille søgte hun nye udfordringer og valgte at tage imod et tilbud i den spanske topklub Club Natació Sabadell fra Barcelona og vandt ”Womens European Champions Cup 2013”, som blev afviklet i ungarske Eger i foråret 2013. Sarbadell slog det russiske hold Kinef Kirisi i finalen. Ingen andre danske vandpolospillere hverken mænd eller damer har nogensinde tidligere opnået dette. 
Efter nogle år som fuldtidsprofessionel i udlandet vendte hun 2014 tilbage til Danmark for at læse idræt på Københavns Universitet og havde egentlig sat sin professionelle vandpolokarriere i udlandet lidt på stand-by for at koncentrere sig om sit studie, men fik en kontrakt med den sin gamle franske klub Lille, med en aftale om, at hun »pendler« ned til de vigtige kamp og træner med holdet så meget som muligt. Sæsonen 2015/2016 blev Emma og Lille franske mestre. Emma har ydermere underskrevet en ny kontrakt med klubben i sæsonen 2016/2017. 
Hun har gennem sin karriere vunder det franske, spanske, danske, nordiske og europæiske mesterskab for klubhold. 
Hun spiller på en dispensation fast med Slagelses herrehold i landets bedste række og på det danske kvindelandshold.